# Vlag van Houten

Vlag van de gemeente Houten

De vlag van Houten werd op 27 augustus 1985 door de gemeenteraad van de Nederlandse gemeente Houten aangenomen als gemeentelijke vlag. De beschrijving is als volgt:
Drie banen, rood-wit-rood, waarover een baan ter lengte van 1/3 van de hoogte van de vlag, bestaande uit drie evenhoge delen, het bovenste en onderste deel wit met een blauw vairklokje en het middelste deel blauw met een omgekeerd wit vairklokje.
De vlag heeft een hoogte-lengteverhouding van 2:3. Hij heeft drie horizontale banen van gelijke hoogte in rood, wit en rood, met op een lengte die gemeten vanaf de hijszijde gelijk is aan 1/3 van de hoogte een paal met dito breedte, die voorzien is van vair, iets dat normaal gesproken alleen op wapens voorkomt. Het ontwerp en de kleuren zijn ontleend aan het wapen van Houten, de ontwerper was drs. J.F. van Heyningen.

## Verwante symbolen

Wapen van Houten